# Cipriano de Rivas Cherif
Cipriano de Rivas Cherif (Madrid, 1891-Ciutat de Mèxic, 1967) fou un dramaturg, director de teatre, crític teatral, traductor i poeta. És considerat un dels renovadors de l'escena en castellà de començaments del segle xx, dominada fins aleshores per la comedia burgesa costumista i moral. Va conéixer Adrià Gual i l'escola de Edward Gordon Craig i va col·laborar amb actors com Enric Borràs i Margarita Xirgu.

## Vida i obra
És un dels noms clau de la renovació dramàtica a l'estat Espanyol de les primeres dècades del segle xx. Entre 1920 i 1929 funda bona part de les companyies de més avantguarda de l'època: El Mirlo Blanco –Juntament amb Carmen i Ricardo Baroja–, El Cántaro Roto–juntament amb Valle-Inclán al Círculo de Bellas Artes–, El Caracol –que impulsa i realitza la històrica estrena de l'Orfeu de Jean Cocteau–, Fantasía, Pinocho i el Teatro Escuela de Arte (TEA). Durant aquesta època també procura fer arribar als escenaris espanyols propostes molt innovadores com per exemple Teatro dei Piccoli de Vittorio Podrecca –representada l'any 1924–, fet que repercutí enormement el desenvolupament del teatre de titelles a Espanya i, tal com apunta Valle-Inclán, per a la gestació de la seva pròpia teoria esperpèntica. L'esperit renovador de Rivas Cherif fou prou potent perquè es traslladés, també, a companyies de caràcter més comercial; és el cas de la companyia d'Irene López Heredia, amb qui va estrenar Cándida de Bernard Shaw, i dugué a l'escenari a autors tant rellevants com Wilde o Mérimée, entre molts d'altres. Aquestes primeres companyies es caracteritzen per haver sigut totes molt innovadores i, a la vegada, efímeres: els col·lectius toparen amb dificultats estructurals com la precarietat dels locals, la inexperiència en la gestió o la manca d'actor professionals.
En els anys 20, doncs, Cipriano de Rivas Cherif desenvolupa un món teatral concret i influent que l'any 1929 el durà a l'Amèrica Llatina. A la tornada fundarà, juntament amb Isabel Barrón, la Compañía Clásica de Arte Moderno, de la qual Rivas serà el director i Empresari. La primera representació d'aquesta companyia és Sombras de sueños de Miguel Unamuno, estrenada l'any 1930 en el teatre de Segovia. La seguirà La moza del cántaro, de Lope de Vega, i diversos títols d'Honorio Maura, Car

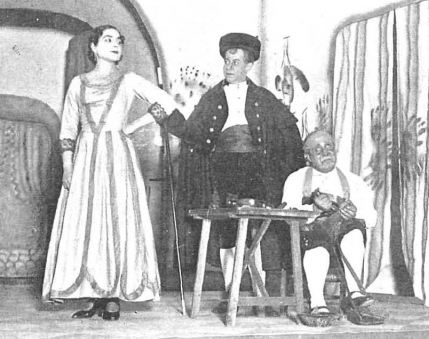
La zapatera prodigiosa, de García Lorca, representada per la companyia de Margarita Xirgu i Cipriano de Rivas Cherif

los Arniches i els germans Álvarez Quintero, entre d'altres.
Diverses discussions amb Isabel Barrón propicien que Rivas Cherif entre com assessor literari (figura corresponent, en part, a director d'escena) a la Companyia de Margarita Xirgu que dirigí durant cinc temporades. Xirgu i Rivas Cherif són partícips d'un mateix criteri estètic: uneixen el seu amor pels clàssics –Calderón (El gran teatro del mundo, 1930), Lope de Vega (El caballero de Olmedo)… – amb el seu desig de dur a escena el teatre coetani més renovador. És des d'aquesta òptica que s'han d'entendre estrenes com La zapatera prodigiosa (1930), Yerma (1934), i Doña Rosita la soltera (1935), de Federico García Lorca (i en aquest aspecte, és clau la confiança de la companyia per al desenvolupament de la curta obra teatral d'aquest autor); Fermín Galán (1931), de Rafael Alberti; El otro (1932), d'Unamuno; Divinas palabras (1934), de Valle-Inclán; Ni al amor ni al mar (1934), de Jacinto Benavente; La sirena varada (1934) i Otra vez el diablo (1935), d'Alejandro Casona.
El temps dedicat a la companyia no li impedeix, però, col·laborar amb moltes altres empreses: Amb Salvador Bartolozzi i Magda Donato funda el teatre Pinocho, que estrenarà, al Teatro de la Comedia, Rataplán, Rataplán o una hazaña de Pinocho y Pipo Pipo i Pipa y el gato Trespelos (1930), de Bartolozzi, que un any després tindrà una altra part escrita pel mateix Rivas Cherif: Pio, Pipa, Pinocho y Pulgarcito en la isla misteriosa.
La seva presència en la creació, direcció i gestió de l'activitat teatral espanyola es fa tan imprescindible i insubstituïble que l'any 1932 és nomenat director artístic del Teatro Lírico Nacional, funda la Companyia dramático de arte Moderno –dintre de la qual dirigeix Crim i Càstig de Dostoievski– i és nomenat subdirector del Conservatori de música i declamació amb l'encàrrec de dirigir la secció teatral. A més a més crea el Estudio Dramático del teatro Español immediatament convertit en el Teatro Escuela de Arte, la història del qual es desenvolupa entre 1934 i 1936 dins del teatre María Guerrero de Madrid. En aquest projecte l'acompanyaren Felipe Lluch i José Franco, en un intent per crear un laboratori experimental per a l'estudi, renovació i pedagogia de tots els oficis relacionats amb el teatre. La breu intensitat d'aquest projecte, degut a la Guerra Civil Espanyola, se centrà en l'estudi del teatre clàssic espanyol. D'aquesta manera, amb motiu del tricentenari de Lope de Vega l'any 1935, du a escena El acero de Madrid, La corona merecida, El Maestro de danzar i La selva sin amor, per a les quals rebé assessorament dels millors “lopistes” de llavors. També en el si de la coneguda popularment com TEA tingueren cabuda autors contemporanis; s'hi estrenà Gas de Kaiser, La cacatúa verde de Schnitzler, i Antes del desayuno, d'O’Neill, experiments tots ells que foren altament renovadors als que s'ha de sumar La leyenda de don Juan, una recopilació de diferents textos sobre la figura del burlador sevillà; i la intenció fracassada de muntar El público de García Lora.
La Guerra Civil fa caure tots els projectes duts fins llavors i també la fèrtil relació entre Rivas Cherif i Margarita Xirgu: el primer ha de retornar a Espanya –ambdós estaven fent una gira per Mèxic i Cuba en el moment de l'esclat de la guerra– per posar-se al servei del Govern de la República. És anomenat cònsol de Ginebra i roman allí fins al 1938. Un cop acabada la guerra s'exilia a França. Degut a l'ocupació Nazi, és detingut per la Gestapo i entregat a la policia franquista, que el reclourà primer a la presó del Port de Santa María i, després al penal del Dueso. En aquesta última institució penitenciària, demostrant un entusiasme inextingible per al teatre, funda, l'any 1943, el Teatro Escuela del Dueso.
Si bé Cipriano Rivas Cherif destaca per ser un agitador cultural i un renovador del teatre espanyol, no s'ha d'oblidar la rellevància de la seva producció teatral. Entre els seus textos cal destacar Trance, “acto de gran guiñol” composta a partir d'un relat que havia publicat l'any 1923 i que, tres anys més tard, portaria a escena amb el seu grup El Mirlo Blanco; i, sobretot, Un sueño de la Razón, obra que neix per les teories psicoanalítiques de Freud i que, estrenada a principis de l'any 1929 dins de les activitats del grup El Caracol, explica l'amor entre dues dones, en una aposta arriscada que explicita la necessitat de Rivas Cherif per buscar nous camins d'expressió. La crítica de l'època destaca, quasi de forma unànime, la interpretació, la posada en escena i la valentia en el plantejament d'un assumpte prou tabú en l'època com l'homosexualitat.

## Companyies teatrals de Cipriano de Rivas Cherif

### Teatro de la Escuela Nueva
El Teatro de la Escuela Nueva nasqué l'any 1920 a partir de la fixació de Rivas Cherif per les Festes del Poble, un teatre de caràcter social que s'havia instituït l'any 1914 a París, de la mà d'Albert Doyen. A banda de dedicar un teatre a la representació d'obres contemporànies Rivas Cherif apuntava cap a un centre intel·lectual i artístic, que, a compàs del moviment sindical i polític, fos una força d'alliberació i de resurrecció populars. La seva característica més significativa, partint de les Festes del Poble doncs, era una tendència a la culturització popular a partir del teatre amateur.
Un enemic del poble de Henry Ibsen, fou la representació “zero” del Teatro de la Escuela Nueva, representació que esdevingué al juny del 1920 al teatre Español amb motiu del Congrés que el Partit Socialista i la UGT celebraven en aquelles dates a Madrid. Tot i que aquest espectacle no havia de tenir continuïtat, articles apareguts al diari España remarcaren la importància de donar cos al projecte. Poc temps després Luís García Blasco, mecenes del diari España, dona suport financer a Cipriano Rivas i la resta de professors, intel·lectuals i actors que havien plantejat el projecte. El grup es constituiran en societat amb el nom de “Los amigos de Valle-Inclán” i serà dirigit pel mateix Valle-Inclán. L'any 1921 s'inaugurava, doncs, el teatre, amb una política de preus populars.
Però el Teatro de la Escuela Nueva tingué una vida curta: poc temps més tard l'obra La voz de la vida de Hjalmar Bergstriom fou prohibida per una ordre del Director General de Seguretat, Millán de Priego. Malgrat la pressió popular i l'adscripció del món del teatre espanyol al manifest de protesta a la censura, la manca de mitjans i espais en condicions i el desgast, així com problemes familiars de Rivas Cherif feren cloure el projecte. Ara bé, hi hagué un intent de represa per part de Rivas Cherif a partir de l'entusiasme d'aquest per Adrià Gual. Rivas intentà iniciar una nova temporada del Teatro Escuela Nueva sota la direcció de Gual, per tal d'expandir el seu teatre íntim a Madrid, però la represa, tot i l'esforç general, no prosperà.

### Mirlo Blanco
Aquesta nova companyia teatral tingué com a punt de partida unes tertúlies setmanals en les quals participaven escriptors i artistes com Ricardo i Carmen Baroja, Carmen Monné, Valle-Inclán o Azaña. En una de les tertúlies apareix la idea d'organitzar un teatre de cambra a la mateixa casa. La idea fou recollida amb entusiasme, sobretot per Monné, la propietària de la casa, i Rivas Cherif fou nomenat director del nou teatre. El nou projecte presentava notables diferències amb el Teatre de l'Escola Nova. Ja no es tractava d'assajar un teatre popular per a un públic nou, sinó d'un teatre selecte, fet i pensat per a intel·lectuals. El preu d'entrada marcava més aquest fet, es cobrava la suma astronòmica del 20 pessetes.

### El Cántaro Roto
Aquesta companyia és una extensió o un trasllat de les representacions del Mirlo Blanco, que es feien al pis de la parella Baroja, a la nova sala de teatre del Círculo de Bellas Artes gràcies a la figura de Valle-Inclán. El grup, però, no arribà a fer més de dues presentacions: les discrepàncies entre Valle-Inclán i la junta directiva del Círculo feren que el Cántaro Roto suspengués espectacles. Poc temps després també el Mirlo Blanco desaparegué a causa de la mala salut de Cipriano Rivas Cherif.

### El Caracol
Caracol són les sigles de "Compañía Anónima Renovadora (del) Arte Cómico Organizado Libremente". Fou l'última de les quatre companyies impulsada per Rivas Cherif durant la dècada dels 20. El seu naixement fou propulsat per un mecenes, de cognom Rey, que disposà una sala de teatre petita anomenada Rex. Les dimensions de la sala corresponien amb les demandes de Rivas Cherif que, per aquest nou projecte, demanava un espai allunyat de les sales de cines amb un alt aforament. La característica bàsica del cine per Rivas Cherif era l'espectacularitat, en canvi allò que elevava i feia únic el teatre era la poesia dramàtica, que una sala petita possibilitava més. A banda de fer-hi teatre, la programació de la sala incloïa poesia, dansa, música. Caracol muntà l'estrena a Espanya d'Orfeu, de Jean Cocteau i hi passaren els grans poetes de la generació del 27, com Pedro Salinas, García Lorca, Rafael Alberti, Jorge Guillén…
L'obra de Rivas Cherif Un sueño de la razón posà en alerta la censura del règim de Primo de Rivera. La següent obra que s'hi havia de representar Amor de Perlimplín com Belisa en su jardín, de Garcia Lorca, fou declarada indecent, el teatre va ser clausurat i Caracol es veié obligat a plegar.

### Pinocho
Després de la clausura de Caracol, l'any 1929, alguns dels seus membres decideixen crear una companyia de teatre infantil que s'anomenarà Pinocho. Els impulsors i membres actius foren el matrimoni de Magda Donato i Salvador Bartolozzi, que ja havien dissenyat i construït les escenografies de El Mirlo Blanco i de Caracol; en aquest cas foren ells els que es posaren al capdavant de la companyia i Bartolozzi escrigué i la primera representació: Rataplán, Rataplán o una hazaña de Pinocho y Pipo, Pipa y el Dragón. Rivas Cherif se sumarà poc després i escriurà la segona part d'aquesta aventura: Pipo, Pipa y el gato Trespelos. La col·laboració de Cherif acabà aquí, per bé que pretengué aprofitar Pinocho per impulsar uns titelles per adults que havien d'iniciar-se amb una obra de Valle-Inclán que mai s'escrigué i que partia de les teories d'Edwuard Gordon Craig i el Teatro dei Piccoli.

### Compañía Dramática de arte moderno
El desembre de 1932 s'anunciava el naixement d'una nova companyia dirigida per Ciprianode Rivas Cherif per tal de fer una “campanya de renovació teatral”. En realitat es tractava de posar en pràctica, amb el suport econòmic de l'empresari David de Ormaechea, l'acord de l'últim congrés de la Federación del Espectáculo de crear una companyia de la Asociación de Actores. La intenció de Cherif era programar una temporada que s'allunyés dels dramaturgs d'èxit, senzilla en els seus mètodes d'expressió plàstica i rigorosa en la disciplina interpretativa. La companyia s'autodenominà Compañía Dramática de arte Moderno i la seva primera obra fou una adaptació de Crim i Càstig de Fiodor Dostoievski. El tercer muntatge, el més rellevant, fou El estupendo cornudo (le cocu magnifique), de Crommelynck, que tingué una crítica desigual. L'última representació fou el 3 de febrer de 1933, data en què es dona per extingida la companyia sense cap explicació pública. Poc després s'anuncien tres últimes obres noves però ja sense la direcció de Rivas Cherif; eren però, obres de “taquilla fàcil”, cosa que fa pensar que Cherif havia renunciat per no haver aconseguit resultats econòmics i que aquells últims espectacles estaven destinats a compensar econòmicament als actors.

### Teatro Escuela de arte (TEA)
La creació de la Junta Nacional de la Música y Teatros Líricos el 1931 fa renéixer, en plena República, la necessitat d'un teatre nacional que dignifiqui i potenciï l'activitat escènica de l'Estat. Rivas Cherif de seguida entre en el debat i, sabent les limitacions econòmiques, proposa una mesura pràctica, que es basa en la creació d'una escola de teatre per tal de defugir un projecte de gran envergadura però amb els problemes que segons Cherif arrossegava el teatre espanyol; considerava, a més, que els petits teatres alternatius (com els que ell mateix havia posat en marxa als anys 20) no podien assumir dita feina pel fet de tractar-se d'un projecte a escala estatal.
Després d'uns quants estires i arronsa amb els poders polítics no s'aconsegueix el suport institucional desitjat. Rivas Cherif, llavors, emprèn una alternativa, que consisteix a crear una escola per a la companyia de Margarita Xuirgu, que estava instal·lada al teatre Español. La iniciativa és rebuda favorablement i es començaran a plantejar els cursos. La TEA, però, encara trigarà a arribar. No és fins més endavant, quan nomenen Rivas Cherif subdirector del Conservatorio (la institució criticada per Cherif en tant que impartia una formació actoral deficient). El càrrec li permetia renovar els estudis teatrals amb suport del govern. Just després però, es destinarà l'antic Teatro María Guerrero, que en aquells moments tenia molt poc ús, com a nova seu del Conservatorio i es nomenarà Rivas Cherif delegat del Govern en aquest nou centre. Si bé, com s'ha vist, Cherif ja havia estat traçant amb esforç un projecte per una escola de teatre, és gràcies a aquest nomenament que es fa viable.
Les disciplines que s'impartiren a la TEA, seguint les petjades de la renovació teatral eren: lectura, declamació i interpretació, gimnàstica i esgrima, cant, ball, teoria de la direcció escènica i tallers d'escenografia i vestuari. Molts dels col·laboradors de la TEA ja havien acompanyat a Rivas Cherif en la majoria d'aventures precedents a l'escola. Entre ells hi ha: Felipe Lluch, José Franco, Garín, Victorina Drurán, Salvador Bartolozzi, Enrique Casal, etc.
Entre 1934 i 1935, la TEA aconsegueix demostrar la seriositat dels plantejaments inicials de Rivas Cherif. Molts dels actors i actrius que es formen a l'escola col·laboraran amb la companyia de Margarita Xirgu i molts dels alumnes es van incorporant al teatre Español. L'esdeveniment de la Guerra Civil feu que es clausurés el projecte, però, tal com passà amb la Bauhaus a Alemanya, la seva estructura pedagògica serví per altres teatres i escoles nacionals que vingueren després.

## Relació amb Margarita Xirgu
Cipriano Rivas Cherif contacta amb Margarita Xirgu l'any 1926 per l'anomenada que han agafat les representacions de l'actriu catalana a Barcelona. Xirgu comparteix amb Rivas Cherif la necessitat de trobar lloc per a la representació dels textos de teatre contemporani espanyol i internacional, així com l'amor pels clàssics.
“Rivas Cherif elogiava a la actriz desde la pàgines del Heraldo de Madrid considerándola la única capaz de renovar a fondo el espectáculo teatral, como había demostrado ya con su seleción de autores modernos espanyoles –Benavente, Galdós, Marquina, los Quintero– y extranjeros de primer orden –Wilde, Hofmannsthal, D'Annunzio, Shaw– (...)”
Un any i mig després d'un viatge de Rivas Cherif a Barcelona, l'any 1930, Xirgu li proposa de fer-se càrrec de la seva companyia. Aquest càrrec, diferent a tal com se l'entén avui en dia, se centrava a la selecció de repertori, les relacions amb la premsa i la publicitat, el repartiment dels papers entre actors i el seguiment de les representacions, marcant les entrades i sortides, els canvis d'escenari, etc.
La col·laboració entre Xirgu i Rivas Cherif, que va des del 1930 i fins a 1936, dominà cinc temporades seguides al teatre Español, complementades amb importants cicles de representacions a Barcelona i gires incansables per tota la geografia espanyola. Així mateix, foren responsables de la consagració de l'obra teatral de Lorca, del qual representaren La zapatera prodigiosa (1930, i que fou un gran èxit), Yerma (1934), i Doña Rosita la soltera (1935)i col·laboraren activament amb la TEA. Els historiadors Juan Aguilera Sastre i Manuel Aznar Soler no dubten en catalogar aquestes cinc temporades com una de les etapes més brillants de la vida escènica a l'Estat.

## Obra
- Un sueño de la razón (1929)
- El teatro del siglo Ensayo. Premi Nacional de Literatura de 1931. Manuscrit desaparegut.
- Pipo, Pipa, Pinocho y Pulgarcito en la isla misteriosa. Obra de titelles estrenada l'any 1931 a Madrid.
- Apuntes de orientación profesional en las artes y oficios del teatro español. El Dueso, 1945. Publicat per l'Editorial valenciana Pre-Textos, 2013.
- El Teatro-Escuela de El Dueso. Apuntes para una historia. Santander, 1945.
- Vida y obras equivocadas de Jacinto Benavente. Mèxic, 1955.
- Retrato de un desconocido: vida de Manuel Azaña. Mèxic, 1961.